# Ostrykiwka
Ostrykiwka (ukr. Остриківка) – wieś w południowo-wschodniej części Ukrainy, w obwodzie zaporoskim, w rejonie melitopolskim. Według spisu powszechnego z 2001 roku liczyła 1 057 mieszkańców. Wieś leży około 30 km na południowy zachód od Melitopola, który jest stolicą rejonu i tymczasową stolicą obwodu zaporoskiego.

## Wojna rosyjsko-ukraińska
Ostrykiwka znalazła się pod rosyjską okupacją od pierwszych dni wojny z Ukrainą, która rozpoczęła się 24 lutego 2022 roku Rosyjscy żołnierze otoczyli wieś i kontrolują drogi dojazdowe, ale nie wchodzą do niej. Mieszkańcy Ostrykiwki protestują pokojowo przeciwko obecności rosyjskich wojsk i wyrażają swoją lojalność wobec Ukrainy. Nie ma doniesień o walkach lub ofiarach w Ostrykiwce. 30 września 2022 roku Rosja ogłosiła aneksję obwodu chersońskiego, pomimo że zajmuje tylko część jego terytorium. Zgromadzenie Ogólne ONZ przyjęło rezolucję odrzucającą tę aneksję jako nielegalną i popierającą prawo Ukrainy do integralności terytorialnej, 11 listopada 2022 roku Siły Zbrojne Ukrainy odzyskały kontrolę nad miastem Chersoń po udanej kontrofensywie na południu kraju. Ostrykiwka nadal znajduje się pod rosyjską okupacją.

## Historia
Wieś została założona w 1620 roku przez kozaków zaporoskich. W 1648 roku wzięła udział w powstaniu Chmielnickiego przeciwko Rzeczypospolitej. W 1658 roku wieś znalazła się w granicach Hetmanatu, który podpisał umowę z Rzecząpospolitą Obojga Narodów.
W 1667 roku wieś została podzielona pomiędzy Polskę a Rosję wzdłuż Dniepru. W XVIII wieku wieś była częścią Kaniowszczyzny, regionu zamieszkanego przez kozaków rejestrowych i chłopów. W XIX wieku wieś należała do guberni kijowskiej Imperium Rosyjskiego.
W 1917 roku wieś weszła w skład Ukraińskiej Republiki Ludowej, która ogłosiła niepodległość od Rosji. W 1920 roku wieś została zajęta przez Armię Czerwoną i włączona do Ukraińskiej Socjalistycznej Republiki Radzieckiej.
W latach 1932–1933 wieś ucierpiała z powodu wielkiego głodu na Ukrainie, spowodowanego przez politykę kolektywizacji i rekwirowania żywności przez władze radzieckie. Szacuje się, że zmarło około 300 mieszkańców wsi.
W czasie II wojny światowej wieś była okupowana przez Niemców od lipca 1941 do stycznia 1944 roku. W tym czasie wieś była miejscem walki partyzantów ukraińskich z Niemcami i ich kolaborantami. W sierpniu 1943 roku doszło do bitwa pod Ostrykiwką, w której partyzanci UPA pokonali oddział SS Galizien.
Po wojnie wieś ponownie znalazła się w granicach ZSRR. W latach 1954–1991 należała do Ukraińskiej SRR. W 1991 roku wieś stała się częścią niepodległej Ukrainy.